# Октябрьский (Куйтунский район)
Октябрьский — посёлок в Куйтунском районе Иркутской области России. Входит в состав Ленинского муниципального образования.

## География
Находится примерно в 181 км к западу от районного центра.

## Население
| 2002 | 2010 | 2011 | 2012 |
| ---- | ---- | ---- | ---- |
| 250  | ↘97  | →97  | ↘47  |

По данным Всероссийской переписи, в 2010 году в посёлке проживало 97 человек (43 мужчины и 54 женщины).